# Redan (Allier)
Der Redan ist ein kleiner Fluss im Zentralmassiv von Frankreich, der im Département Allier der Region Auvergne-Rhône-Alpes nordöstlich der Stadt Vichy verläuft.

## Geografie

### Verlauf
Der Redan entspringt im Gemeindegebiet von Périgny, nahe dem Flugplatz Aérodrome de Lapalisse-Périgny, entwässert generell Richtung Westnordwest und mündet nach rund 16 Kilometern im östlichen Gemeindegebiet von Paray-sous-Briailles als rechter Nebenfluss in einen Seitenarm des Allier. Der Redan quert in seinem Oberlauf die Nationalstraße N7 und im Unterlauf die Bahnstrecke Moret-Veneux-les-Sablons–Lyon-Perrache.

### Orte am Fluss
(Reihenfolge in Fließrichtung)
- Les Saulgnes, Gemeinde Périgny
- Périgny
- Saint-Gérand-le-Puy
- Sanssat
- Créchy